# Americana (film)
Americana är en amerikansk kriminaldramafilm som hade premiär på SXSW-festivalen den 17 mars 2023. Den är regisserad av Tony Tost som även skrivit filmens manus.

## Handling
De lokala bybornas liv flätas samman när en sällsynt Lakota Ghost-skjorta hamnar på svarta marknaden i en liten stad i South Dakota.

## Rollista (i urval)
- Sydney Sweeney - Penny Jo Poplin
- Paul Walter Hauser - Lefty Ledbetter
- Eric Dane - Dillon MacIntosh
- Zahn McClarnon - Ghost Eye
- Simon Rex - Roy Lee Dean
- Toby Huss - Pendleton Duvall
- Harriet Sansom Harris - Tish
- Donald Cerrone - sheriff Cole Pickering